# GOLD (テレビドラマ)
『GOLD』（ゴールド）は、2010年7月8日から9月16日まで毎週木曜日22:00 - 22:54に、フジテレビ系の「木曜劇場」枠で放送された日本のテレビドラマ。主演は天海祐希。

## 概要
女手一つで4人の子供たちを育て上げた女性を通して、究極の家族愛を描くホームドラマ。脚本はフジテレビ系列では『薔薇のない花屋』以来となる野島伸司。天海祐希は『BOSS』以来の主演、『不毛地帯』以来の木曜劇場出演となる。なお、千住明は本作品を最後に野島ドラマの劇伴に関わらなくなり、2023年には野島が脚本を執筆した『何曜日に生まれたの』（朝日放送テレビ制作）ではなく、同作の裏番組となった『VIVANT』（TBS）の劇伴に関わった。
キャッチコピーは「天海祐希、金メダルを目指す。」「金メダルを獲らなければ、終われないの。」。

## キャスト

### 早乙女家
早乙女 悠里（さおとめ ゆうり）〈42〉
演 - 天海祐希
スポーツジム・エステを経営するYSコーポレーション代表取締役社長で、早乙女グループのCEO。カリスマ美容研究家としてテレビ出演もしている。どんなに忙しくても食事作りと掃除だけは自分が行い、子供たちに、兄が果たせなかったオリンピックで金メダルを取らせることを至上課題として生きてきた。リカちゃん人形を初代から買い集めている。幼い頃、保坂の妻が自分をかばい強盗に殺されたトラウマを抱え、犯罪者に対し強い憤りを感じている。また、家に乗り込んできた辰也の浮気相手と対峙した時に、妊娠していたお腹の子を流産した過去がある。自ら事故を起こした洸を立ち直らせるために、丈治やリカ、辰也の反対を押し切り、心臓に病気を抱えている廉に厳しいトレーニングを課した。歯に衣着せぬストレートな物言いで、独自の世界観、育児論を持つ。
早乙女 修一（さおとめ しゅういち）〈享年22〉
演 - 水上剣星
悠里の兄で、水泳のオリンピック代表選手。1988年、ソウルオリンピックでの金メダルを確実視されながら、出場直前に事故死したとされていた。だが実際は、金メダリストとなったオーストラリアの有力選手の出現に動揺し、オリンピックでは彼に勝てないというプレッシャーを悟って自殺していた。
早乙女 洸（さおとめ こう）〈20〉
演 - 松坂桃李（幼少期：中島凱斗）
悠里の長男。大学2年生。水泳のロンドンオリンピック候補選手。母や周囲の期待に応える、温厚で品行方正な性格で、早乙女家の後継者としてマスコミにも取り上げられるが、打たれ弱く、女性を見る目がない。弟や妹たちとは異なり、感情を表に出さず、悩みや苦しみを一人で抱え込んでしまうなど、悠里の亡き兄、修一によく似た性格。沙織に「オリンピックに出なければいい」と唆され、自ら道路に飛び出してバイクにはねられ入院。事故の際の怪我を機に一度は水泳を引退し、祖母の真理恵とともに渡仏しようとするが、思い止まり、怪我を完治させ、代表選考会で復帰。日本新記録で優勝を果たす。
早乙女 廉（さおとめ れん）〈18〉
演 - 矢野聖人（幼少期：松島海斗）
悠里の次男。高校3年生。陸上のロンドンオリンピック候補選手。陸上を辞めると宣言し、悠里に勘当される。実は心臓に病気を抱えており、リカと、父の辰也にだけ打ち明けている。兄の洸が事故で代表選考会に出場できないことに嘆く母のため、水泳に転向。命の危険を顧みずトレーニングを行うが、洸の復帰により棄権。その後は世界中を放浪する旅に出る。大らかで強気な性格は父譲り。一見反抗的だが、子供たちの中では最も悠里を慕う。洸のふりをしてキスをしたり、胸に顔をうずめ、泣きながら病気のことを告白するなど、リカに気がある様子。
早乙女 晶（さおとめ あきら）〈17〉
演 - 武井咲（幼少期：庭野結芽葉）
悠里の長女。高校2年生。高飛び込みのロンドンオリンピック候補選手。丈治に想いを寄せていたが振られ、周囲の反対を押し切って、従兄弟とは知らずに洋介と付き合い始める。悠里の差し金で姿を消した洋介を忘れられず、洋介と同じ左肩にバタフライのタトゥーを入れたため、悠里の怒りを買い、平手打ちを何発も浴びせられたが、実はシールだったことを告げ、トレーニングを再開した。思春期であり、また、母の悠里が自分の恋敵であることもあって、子供たちの中では最も反抗的。
早乙女 朋（さおとめ とも）〈10〉
演 - 大江駿輔
悠里の三男。体の免疫力が弱いため、学校に行っていない。実は流産した悠里の想いにより見える幻。悠里以外に姿が見えるのはリカと晶だけである。
早乙女 惣一（さおとめ そういち）〈70〉
演 - 夏八木勲
修一・悠里の父で、早乙女グループ相談役。日体協会長。自身も金メダルに手が届かなかったため、早乙女家の人間がオリンピックで金メダルを獲ることが何よりの悲願であり宿命となっている。修一と実の親子であると判定された洋介のDNA鑑定報告書を偽造し、修一の遺書を焼き捨てた。物語の途中で、グループ会長、CEOの座を悠里に譲り、相談役に退いた。

### YSコーポレーション
新倉 リカ（にいくら リカ）〈24〉
演 - 長澤まさみ
悠里の秘書。短大卒で、霊感が強いこと以外、これといった取り得も特技もない。朋に気に入られる形で秘書に採用されるが、24時間体制で悠里に徹底的にしごかれる。悠里に勧められ、トイプードルの金ちゃんを飼っている。廉に厳しいトレーニングを課した悠里の考え方についていけなくなり、辞表を提出したが、代表選考会で悠里の賭けの真意を知り、撤回を申し出る。一度は悠里に断られたものの、悠里の秘書の求人に再び応募し、丈治の計らいもあり、再び秘書として採用される。クビになりかけた同僚を庇ったり、業務範囲外であっても悠里やその周囲の人間たちのために奔走するなど、思いやりのある性格。廉に病気のことを最初に打ち明けられており、トレーニングを止めさせるよう、悠里や丈治に進言した。
相馬 幸恵（そうま ゆきえ）〈40〉
演 - 賀来千香子（ - 第4話）
YSコーポレーション・エステ部の部長で、同部門の責任者。10年前、夫や舅との生活に疲れ、息抜きにパチンコに興じ、車に置き去りにした息子を熱中症で死なせた過去がある。悠里とは、息子が亡くなった病院で知り合い、事情を知った上で採用された。悠里からの信頼も厚く、エステ部門の評判もよかったが、客から過去の話を聞いたスタッフの間で噂が広がった上に嫌がらせを受けたため、会社に迷惑をかけられないと辞表を提出。悠里が全社員の前で、「このまま彼女を責任者として留めるから気に入らない者は辞表を出しなさい」と表明するなど最後まで庇い、慰留したが、本人の意思は固く、退職することになった。
雨宮 千恵子（あめみや ちえこ）〈23〉
演 - 小林まり枝（第1話）
YSコーポレーションのエステティシャン。失恋のショックで体重が46kgから68kgに増えてしまい、悠里から与えられた期日までに10kgの減量ができず解雇を告げられるところだったが、リカが機転を利かせ、悠里の命令を無視し、少額の減給処分と、痩せるまでの間は接客業務から外れ、雑用の仕事に回るよう言い渡したため、難を逃れる。
保坂 次郎（ほさか じろう）〈61〉
演 - 志賀廣太郎
悠里のお抱え運転手。元々は惣一の運転手で、悠里に仕えて20年近くになる。妻は早乙女家の家政婦として働いていたが、幼い頃の悠里を強盗から守って殺害された。そのショックから感情や言葉をほとんど表に出さなくなってしまっていたが、悠里が子供たちとともに刑務所慰問のコンサートを行った際に、危険を顧みず、自分の代わりに犯罪被害者家族の思いを受刑者たちにぶつけてくれたことを機に、言葉や感情を徐々に取り戻しつつある。
蓮見 丈治（はすみ じょうじ）〈38〉
演 - 反町隆史（幼少期：大江駿輔）
元水泳選手で洸・廉・晶のトレーナーで、洸のコーチ。YSコーポレーションのスポーツクラブ部門を一手に引き受け、悠里からの信頼も厚い。元孤児で悠里・修一とともに早乙女家で育てられ、悠里を密かに慕っている。しかし、洋介のDNA鑑定報告書の偽造に加担したことに心を痛め、その罪滅ぼしとして、聖子の力になるべく、勝とぶつかり合ったが、一方的に聖子に好意を持たれ、そのつもりはないと突き放す。代表選考会の閉会式で悠里を庇って聖子に刺され、生死の境をさまようが、洸たちの輸血と悠里たちの想いが通じて回復した。

### 丹羽家
丹羽 聖子（にわ せいこ）〈43〉
演 - エド・はるみ
悠里のスポーツクラブの清掃員。母子家庭で息子の暴力に悩み、当初は悠里の教育論に対し、正体を隠してクレームを入れていたが、自身がクレーマーだと明かしてからは悠里に悩みを相談し、一度は会おうとした。勝のことで力になってくれた丈治を自分に好意があると勘違いして彼に近づくが、彼に全くその気がないことを知り、その上「息子が引きこもりになったのはあなたの心が折れたからだ」と言われて彼を突き放し、悠里を勝手に逆恨みし、勝の首を絞めて殺そうとする。その後、代表選考会の閉会式で悠里を殺そうとするが、悠里を庇った丈治を刺してしまい、殺人未遂で逮捕された後、拘置所に収監される。
丹羽 勝（にわ まさる）〈18〉
演 - 水野真典
聖子の息子。中学時代の担任が嫌いだったことが原因で、大人への不信感を抱き、それ以来引きこもりになって、母親に家庭内暴力を振るっていた。丈治と真正面からぶつかり合ってからは、聖子にも心を開くようになった。しかし、丈治に振られた聖子が自分を殺そうとした苦しみを知り、自分を殺してもいいとナイフを手渡す。そのナイフで丈治を刺し、殺人未遂容疑で逮捕され、収監された犯罪者の母親の代わりに、自分が光の場所で帰りを待って、支えていくことを告げる。

### その他
明石 辰也（あかし たつや）〈44〉
演 - 寺島進
三兄妹の父親で、悠里の別居中の夫。本名：早乙女辰也。ソウルオリンピックレスリング金メダリスト。現在はバーを経営しているが、暮らしぶりは無職に近い。かつて婿養子という立場に嫌気が差して浮気をし、悠里の流産を招いた。しかし、家を追い出された廉や、怪我でスランプに陥った洸を受け入れたり、危険な匂いのする洋介に、晶と別れるよう迫ったりするなど、決して悪い父親ではなく、自ら子供たちの「逃げ場所」となって、温かく見守っている。悠里も、子供たちとって必要不可欠な存在であると認めており、まだ愛情が残っていることもあってか、離婚はせず、金を渡し続けている。洸の金メダル獲得後は、丈治の打診もあって、早乙女家に帰り、新設された子供向けのレスリング教室でコーチを務める。
宇津木 洋介（うつぎ ようすけ）〈24〉
演 - 綾野剛（第2 - 7話）
カメラマン。雑誌の取材で出会い、晶の写真集の撮影を担当。亡き修一の息子で、早乙女家の3兄弟とは従兄弟にあたる。金や名声ではなく、早乙女修一の息子だという証明を得るために晶に近づくが、次第に晶に惹かれていく。しかし悠里からは実の親子でないと偽造されたDNA鑑定報告書を手渡される。カメラマンを辞めて悠里の会社に就職するよう勧めた晶を殴ってしまい、彼女へのコンプレックスから、これ以上傷つけてしまうのを恐れ、長年滞納していた母の入院費を、悠里が全額肩代わりしたのを手切れ金と解釈し、晶の前から姿を消した。
館川 博（たてかわ ひろし）
演 - 伊藤正之（第1話）
教育評論家。討論番組で悠里に言い負かされてしまう。
椎名 涼子（しいな りょうこ）
演 - 波瑠（第1・2話）
洸の元恋人。洸の子を妊娠したと悠里に伝えるが、リストラに遭った父親の為に嘘をついていた。
椎名 哲夫（しいな てつお）
演 - 平田満（第2話）
涼子の父。リストラに遭い、涼子とともに悠里の元を訪れ、慰謝料を要求する。
小池 哲也（こいけ てつや）
演 ‐ 長谷川公彦（第4話）
編集長。
洋介の母
演 - 天彩音のん（第6話）
温泉街でコンパニオンをしていた。夫のDVから逃れる中で当時強化合宿に来ていた修一と出会うが、さらなる夫からのDVにより失語症となり、入院している。
神代 洋治（じんだい ようじ）
演 - 名高達男（第7話）
世界的な宝石チェーン「デュエール」のオーナー。ベストジュエリー賞の授賞式で、洸と娘の沙織・麻衣子を引き合わせる。
神代 沙織（じんだい さおり）〈21〉
演 - 佐藤めぐみ（第7・8話）
神代家の長女。金メダルのプレッシャーに悩む洸に、自分の価値が下がるなら、オリンピックなんて出なければいいと告げたが、それを鵜呑みにして洸が自ら事故を起こした時には、一転して自分は何も言っていないと嘯き、麻衣子に洸を譲った。
神代 麻衣子（じんだい まいこ）〈18〉
演 - 南沢奈央（第7話 -）
神代家の次女。地味な印象だが、自宅が競売にかけられ、自己破産しかけた神代の窮地を救った強運の持ち主で、神代にとってはお守りのような存在。洸の復帰を陰で支えた。
大沢（おおさわ）
演 - 小野武彦（第7話）
代議士。悠里に衆議院議員選挙の立候補を依頼。
笹岡 みどり（ささおか みどり）
演 - 宮崎美子（第7話）
神代の紹介で悠里が鑑定を依頼した占い師で、財界・政界の大物がお忍びで相談に訪れる。見た目はごく普通の主婦だが、人の「思い」から未来を予見することができる。
男
演 - 波岡一喜（第8話）
姿を消した宇津木を探しに来た晶に宇津木の知り合いと名乗った男。しかしそれは全くの嘘で、その言動から本性を晶に見破られ、その直後に晶を襲わせた。
笠原 真理恵（かさはら まりえ）〈66〉
演 - 倍賞美津子（第8・9話）
惣一の元妻で修一・悠里の母。悠一と婚姻時の時の姓は早乙女真理恵。不倫をして、修一が死んだ時に家族の元にいなかったことを非難されて惣一と離婚し、パリに渡り画家として活動。子育てに関して、他者との競争が成長のマイナスになると考え、早乙女家のやり方を否定する。自ら負傷した洸の相談を受け、悠里に母親失格だと罵倒し、洸をパリに連れて帰ろうとするが、惣一に過去の不倫を突かれ、最終的に断念する。

## スタッフ
- 脚本 - 野島伸司
- 音楽 - 千住明、池頼広
- 演出 - 河毛俊作、加藤裕将、石井祐介
- 主題歌 - Superfly「Wildflower」（ワーナーミュージック・ジャパン）
- 挿入歌 - Superfly「Fooled Around and Fell in Love」（ワーナーミュージック・ジャパン）
- プロデュース - 東康之
- 制作 - フジテレビドラマ制作センター

## 放送日程
| 各話                                                      | 放送日        | サブタイトル                                                        | 演出     | 視聴率 |
| --------------------------------------------------------- | ------------- | ------------------------------------------------------------------- | -------- | ------ |
| 第1話                                                     | 2010年7月08日 | 女社長、愛と涙のスパルタ天才教育法!                                 | 河毛俊作 | 12.3%  |
| 第2話                                                     | 2010年7月15日 | 女の子の育て方…妊娠騒動勃発! その時、母は?                          | 河毛俊作 | 11.5%  |
| 第3話                                                     | 2010年7月22日 | 涙…母と娘の決別! 娘に男の影、そして俺と同じ孤児達へ! 丈治の熱き叫び | 加藤裕将 | 10.1%  |
| 第4話                                                     | 2010年7月29日 | 焼かれた人形－子を亡くした全ての母へ 二人の母親の絆                 | 加藤裕将 | 09.6%  |
| 第5話                                                     | 2010年8月05日 | 真夏のプールサイド〜母は長男を抱いた 愛する兄の死の真相             | 河毛俊作 | 08.6%  |
| 第6話                                                     | 2010年8月12日 | DNA鑑定の結果は? 娘を狙う男の真実－愛を亡くした運転手の悲劇         | 石井祐介 | 07.2%  |
| 第7話                                                     | 2010年8月19日 | 号泣! 最愛のわが子を失う母親－衝撃の三男の秘密                      | 河毛俊作 | 07.0%  |
| 第8話                                                     | 2010年8月26日 | 母親失格－サヨナラ子供たち                                          | 加藤裕将 | 07.2%  |
| 第9話                                                     | 2010年9月02日 | 息子の命と引換えに…悲しき母最後の賭け                               | 石井祐介 | 08.4%  |
| 第10話                                                    | 2010年9月09日 | 誰か助けて! もう限界よ…哀しき母の最後の叫び                         | 加藤裕将 | 07.0%  |
| 最終話                                                    | 2010年9月16日 | 最終回…死なないで! 母と子の号泣の結末                               | 河毛俊作 | 08.7%  |
| 平均視聴率 8.9%（視聴率は関東地区・ビデオリサーチ社調べ） |               |                                                                     |          |        |

- 第4話は「とんねるずのみなさんのおかげでした」拡大放送のため20分遅延。
- 第10話は「世界柔道選手権2010」中継延長のため40分遅延。

## 関連書籍
- ビューティフルチャイルドの作り方 人生のGOLDを獲るために必要な39の金言

著・早乙女悠里（扶桑社、2010年9月22日発売、ISBN 978-4-594-06285-9）

## DVD
- 「GOLD」完全版 DVD-BOX（ポニーキャニオン、2011年1月7日発売）
  - 封入特典
    - 特製ブックレット

  - 初回限定特典
    - GOLDオリジナル卓上カレンダー（ポストカード型・全12枚）

  - 映像特典〔収録分数：1351分〕
    - メイキング オブ GOLD
    - 制作発表
    - ノンタイトルエンディング
    - 制作発表用予告&予告集